# Diocesi di Deventer (cattolica)

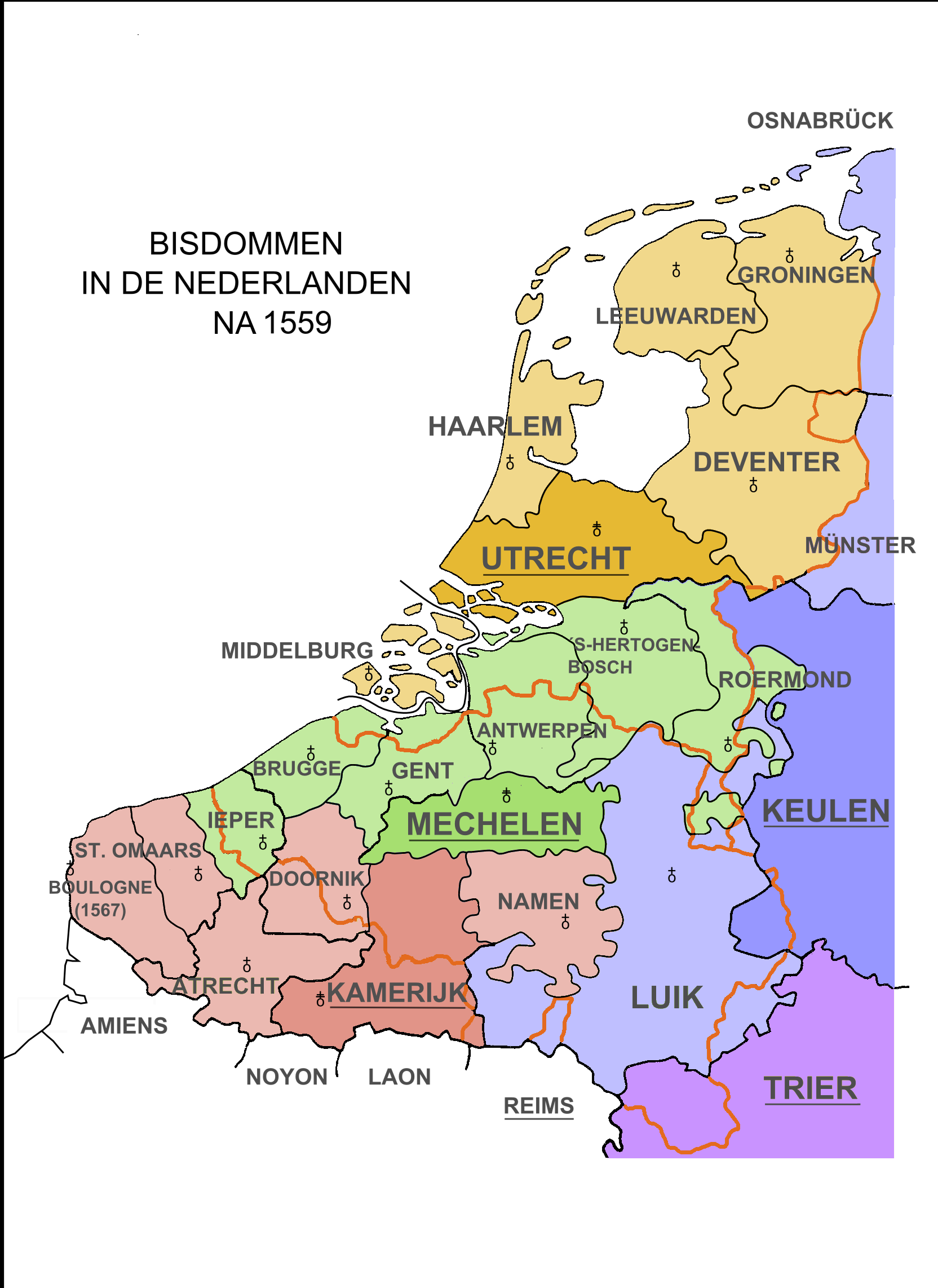
Mappa delle diocesi belghe e olandesi nel 1559.

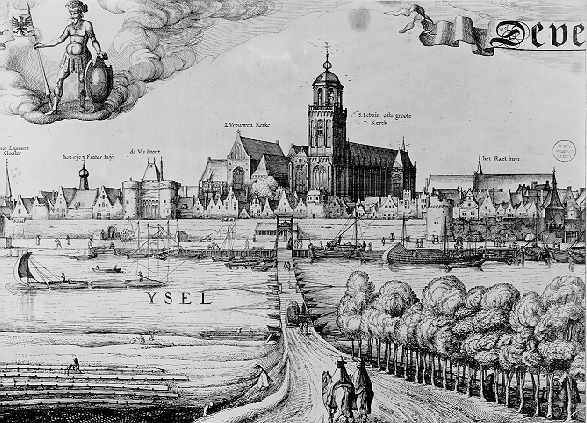
La chiesa di San Livino nel 1615, in un disegno di Claes Jansz Visscher.

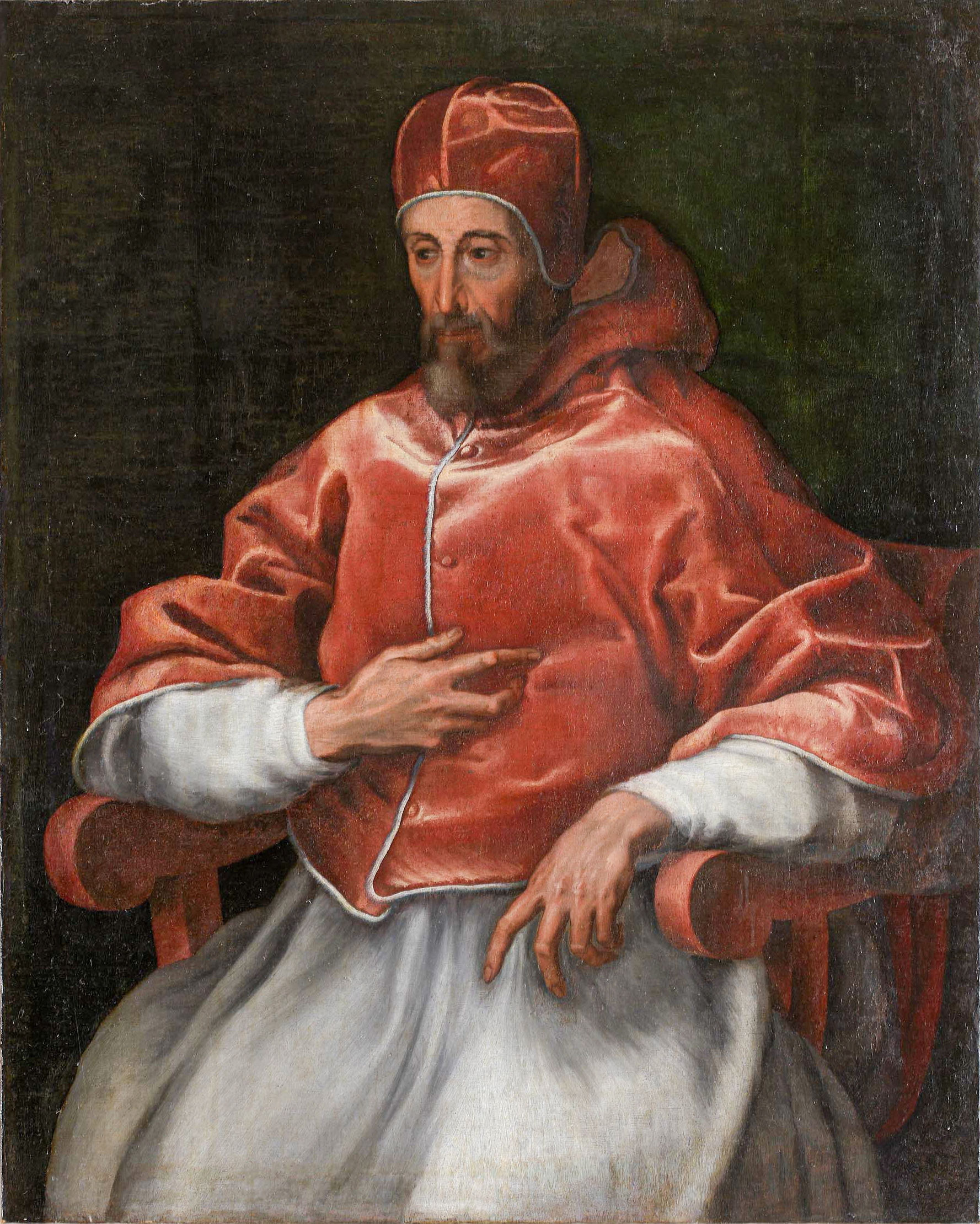
Papa Paolo IV, che nel 1559 istituì la diocesi di Deventer.

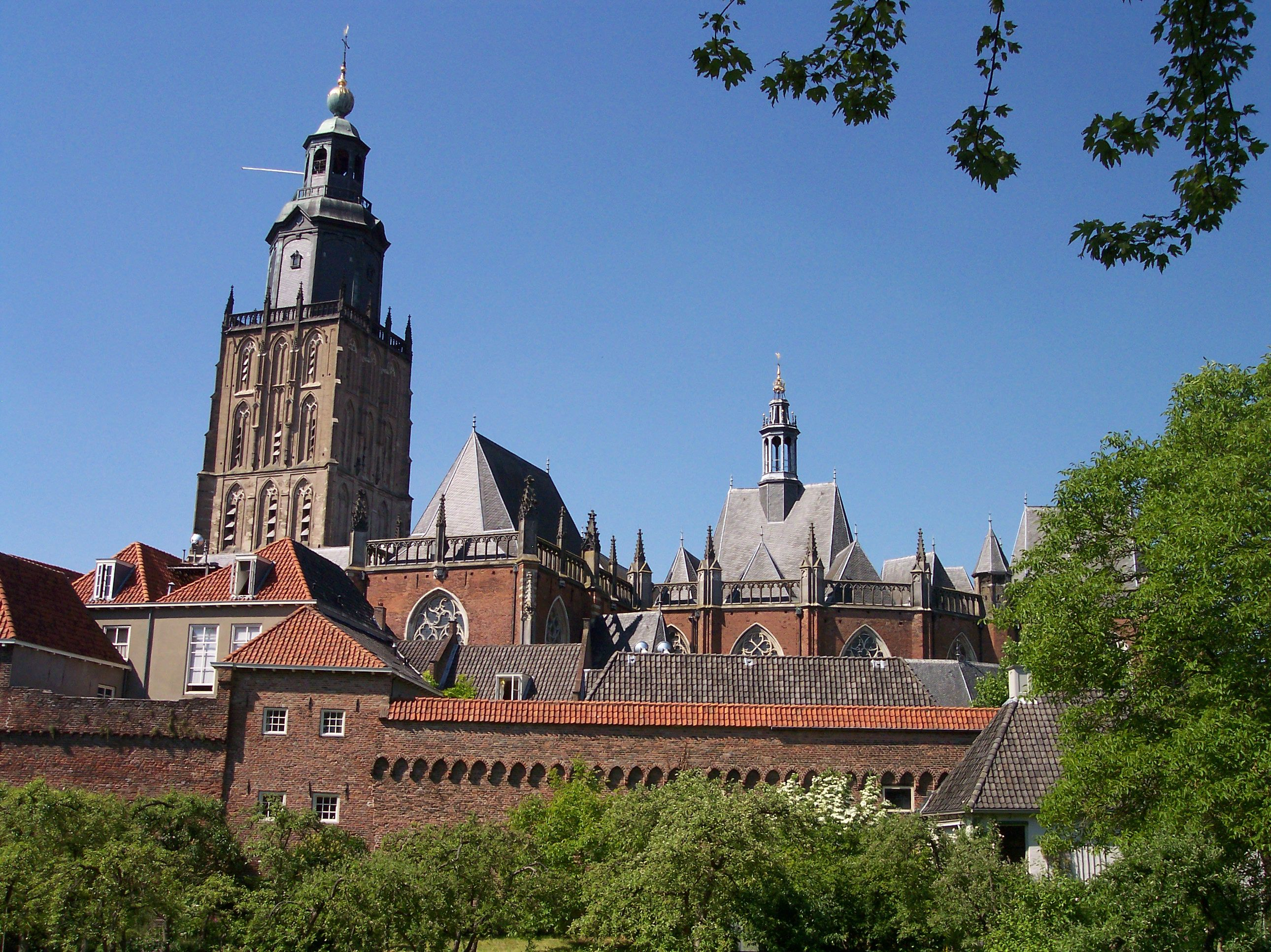
La chiesa di Santa Walburga a Zutphen.

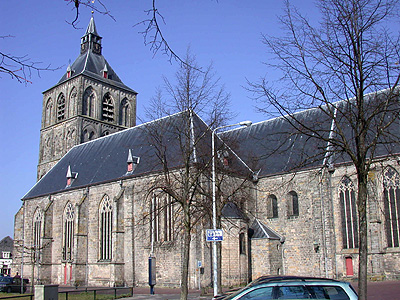
La chiesa di Plechelmo a Oldenzaal.

La diocesi di Deventer (in latino Dioecesis Deventriensis) è una sede soppressa della Chiesa cattolica nei Paesi Bassi.

## Territorio
La diocesi si estendeva nella parte centro-orientale del territorio degli odierni Paesi Bassi. Comprendeva la signoria di Overijssel (tranne le parrocchie di Staphorst, Rouveen e Ĳhorst e Avereest, facenti parte della diocesi di Groninga), la parte settentrionale del ducato di Gheldria, le isole di Urk e di Schokland nello Zuiderzee, la contea di Lingen, il Veluwe (ad eccezione delle parrocchie del sud e dell'ovest, facenti parte dell'arcidiocesi di Utrecht), le parrocchie di Westervoort e di Lathum a Ĳssel, le parrocchie del Ducato di Berg e la contea di Zutphen.
Sede vescovile era la città di Deventer, dove fungeva da cattedrale la chiesa di San Livino.

## Storia
Prima ancora di diventare sede episcopale, Deventer era stata un centro religioso, legato alla memoria di san Lebuino, missionario che all'epoca di Carlo Magno aveva costruito in questo luogo una prima chiesa, in seguito distrutta, al confine tra il regno carolingio e le terre dei Sassoni ancora pagane. Fin dalla seconda metà del IX secolo i vescovi di Utrecht si rifugiarono frequentemente a Deventer per sfuggire alle invasioni vichinghe e anche dopo il loro ritorno ad Utrecht, Deventer rimase sede secondaria. Nell'XI secolo, su commissione del vescovo Bernold, venne ricostruita la chiesa, dove fu installato un capitolo di canonici. A fianco della chiesa fu edificato, forse dallo stesso Bernold, un palazzo episcopale, le cui vestigia sono state riportate alla luce negli anni 1951-52.
Già nel corso della prima metà del XVI secolo, dopo che i Paesi Bassi entrarono a far parte dei territori sottomessi al dominio dell'imperatore Carlo V, fu progettata una riorganizzazione ecclesiastica dei Paesi Bassi spagnoli; ma i progetti del 1525 e del 1551-52 non andarono in porto.
Solo con l'avvento del re Filippo II, si poté avviare la ridefinizione della geografia ecclesiastica dei possedimenti spagnoli. Una commissione apposita redasse un lungo rapporto, corredato da cartine geografiche, sull'opportunità di avviare un programma di fondazione di nuove diocesi che, nell'ambito della controriforma, favorisse un'intensificazione della vigilanza pastorale, nell'ottica di porre un freno alla corruzione e alla decadenza morale nel clero, ed insieme potesse limitare il progredire delle idee teologiche dei riformatori tedeschi e svizzeri.
Il 12 maggio 1559, con la bolla Super universas, papa Paolo IV eresse quattordici nuove diocesi, tra cui quella di Deventer, che, assieme alle quattro preesistenti, formavano tre nuove province ecclesiastiche, ossia Cambrai, Malines e Utrecht. La nuova diocesi di Deventer divenne suffraganea di quest'ultima arcidiocesi, da cui era stata ricavata. La bolla prevedeva che i vescovi fossero nominati dal re, nomina che doveva essere seguita dall'istituzione canonica fatta dalla Santa Sede.
La bolla Super universas tuttavia non definiva i confini delle diocesi, non stabiliva il numero delle parrocchie e soprattutto non prevedeva i mezzi di sussistenza delle mense episcopali. Una commissione incaricata di studiare questi aspetti lavorò oltre due anni, e solo il 7 agosto 1561 fu pubblicata la bolla Regimini universalis Ecclesiae di papa Pio IV, che dette finalmente una fisionomia territoriale alla diocesi di Deventer. Nel concistoro dell'8 agosto 1561 fu nominato primo vescovo il francescano Johannes Mahusius.
La nuova bolla, diversamente da quanto stabilito in linea di principio dalla Super universas, attribuì come dote alla mensa episcopale di Deventer gli introiti del monastero dei canonici regolari di Agnietenberg, presso Zwolle, e dei prevostati di San Lebuino a Deventer (ossia la cattedrale della nuova diocesi), di Santa Walburga a Zutphen e di San Plechelmo a Oldenzaal; di fatto, queste quattro istituzioni venivano soppresse a vantaggio dei vescovi della diocesi.
Già nel 1559, la pubblicazione della Super universas aveva sollevato una tenace opposizione da parte di quanti si vedevano lesi nei loro diritti. Le province del Nord temevano soprattutto una accentuata centralizzazione e l'imposizione di una inquisizione più rigorosa. Le cose peggiorarono quando furono pubblicate le bolle che definivano i territori delle singole circoscrizioni ecclesiastiche. A Deventer, nel gennaio 1562 era stato deciso di impedire l'entrata del nuovo vescovo, perché le bolle papali erano in contrasto con i privilegi e le tradizioni, che Carlo V aveva promesso di garantire quando le province olandesi erano state unite all'impero. Johannes Mahusius non riuscì a prendere possesso della sua sede e all'inizio del 1569 dette le dimissioni, senza aver mai ricevuto gli ordini sacri.
Gli succedette, con il sostegno del potente duca d'Alba, Egidio de Monte, confermato da papa Pio V nel concistoro dell'11 agosto 1570: consacrato ad Anversa il 29 ottobre, fece il suo ingresso solenne in diocesi il 30 novembre. Durante il suo episcopato cercò di applicare le decisioni del concilio di Trento, come riportano le relazioni delle sue visite pastorali; nel 1571 istituì il seminario diocesano. Alla sua morte, il capitolo nominò in successione tre vicari generali per amministrare la sede vacante, Bernardus Herinck, Egidio de Monte (nipote del vescovo) e Albert de Thill.
Ma la diocesi oramai aveva i giorni contati. Infatti la città di Deventer fu conquistata dagli Stati Generali (protestanti) nel 1578 e nel 1580 vennero distrutti chiese e monasteri; la cattedrale di San Lebuino subì numerosi danni e spogliata di tutti i suoi beni. Nel 1587 la città fu ripresa dagli spagnoli. Gĳsbertus Coeverincx fu nominato vescovo dal re di Spagna, ma prima che fosse confermato dal papa, la città fu riconquistata da Maurizio d'Orange nel 1591, il cattolicesimo fu messo fuori legge e la diocesi fu de facto soppressa.
Dopo il ripristino della gerarchia episcopale nei Paesi Bassi (breve Ex qua die, 4 marzo 1853), furono ristabilite solo l'arcidiocesi di Utrecht e tre delle sue diocesi suffraganee, ma non la sede episcopale di Deventer. Il ripristino non si ebbe neppure quando negli anni cinquanta furono create due nuove diocesi.

## Cronotassi dei vescovi
- Johannes Mahusius, O.F.M.Obs. † (8 agosto 1561 - inizio del 1569 dimesso)
- Egidio de Monte, O.F.M.Obs. † (11 agosto 1570 - 10 o 26 maggio 1577 deceduto)
  - Sede vacante (1577-1589)
  - Gĳsbertus Coeverincx † (novembre 1589 - 1591) (vescovo eletto)
  - Sede soppressa